# Калиновка (Радищевский район)
Калиновка — село Радищевского района, административный центр Калиновского сельского поселения.

## География
Находится на расстоянии примерно в 31 километр по прямой на востоко-северо-восток от районного центра — посёлка Радищево.

## История
Посёлок основан по Столыпинской реформе в 1908 году на 39 оброчной статье. Заселен крестьянами Сызранского уезда поскольку рядом были крупные перенаселенные села Паньшино ,Кашпир, Жемковка. С 1911 по 1913 годы к ним добавятся потомки Хорольских казаков Полтавской губернии и переселенцы из Минской губернии . Вдоль оврага Широкий (Кубра)  близ калинова колка (Удельный лес впоследствии и давший название поселку) располагалось пять усадебных поселков. 

## Население
Население составляло 725 человек в 2002 году (русские 75 %), 674 по переписи 2010 года.